# Outcast (2014)
Outcast is een actiefilm uit 2014, geregisseerd door Nick Powell. Het is daarmee tevens zijn regiedebuut. De hoofdrollen worden vertolkt door Hayden Christensen, Nicolas Cage en Liu Yifei. De film is een coproductie tussen de landen Verenigde Staten, Canada, Volksrepubliek China en Frankrijk.

## Verhaal
In de 12e eeuw namen de twee kruisvaarders Gallain en Jacob deel aan de aanval op een islamitische citadel. Geconfronteerd met de wreedheid van de gevechten, besluiten ze hun toewijding op te geven. Drie jaar later wordt Jacob benaderd door de jonge erfgenaam van een Chinese keizer die werd vermoord door zijn broer, die van plan is de troon te stelen. Jacob stemt ermee in om zijn zwaard tot zijn dienst te stellen om zijn misdaden uit het verleden te verlossen. Hij gaat op zoek naar Gallain, die een bandiet is geworden en vraagt hem om hem te helpen bij zijn missie. Beiden besluiten de wapens weer op te nemen en de erfgenaam tegen zijn broer te verdedigen.

## Rolverdeling
| Acteur             | Personage |
| ------------------ | --------- |
| Hayden Christensen | Jacob     |
| Nicolas Cage       | Gallain   |
| Liu Yifei          | Lian      |

## Release
De film ging in première op 22 september 2014 in Peking. De film verscheen niet in de Amerikaanse bioscoop, maar verdiende $ 3.860.000 in China en $ 1.288.503 in andere gebieden voor een wereldwijd totaal van $ 5.148.503.

## Ontvangst
De film kreeg over het algemeen ongunstige beoordelingen. Op Rotten Tomatoes heeft Outcast een waarde van 4% en een gemiddelde score van 3,20/10, gebaseerd op 23 recensies. Op Metacritic heeft de film een gemiddelde score van 33/100, gebaseerd op 7 recensies.